# Schlachtgeschwader 3
Schlachtgeschwader 3 var en tysk markattackflottilj under andra världskriget som organiserades från Sturzkampfgeschwader 3. Delar av förbandet deltog i slutet av finska fortsättningskriget under namnet Gefechtsverband Kuhlmey.

## Geschwaderkommodoren
- Oberst Kurt Kuhlmey, 18.10.43 - 15.12.44
- Maj Bernhard Hamester, 15.12.44 - 28.4.45